# Villa Triste (roman)
Pour les articles homonymes, voir Villa triste.

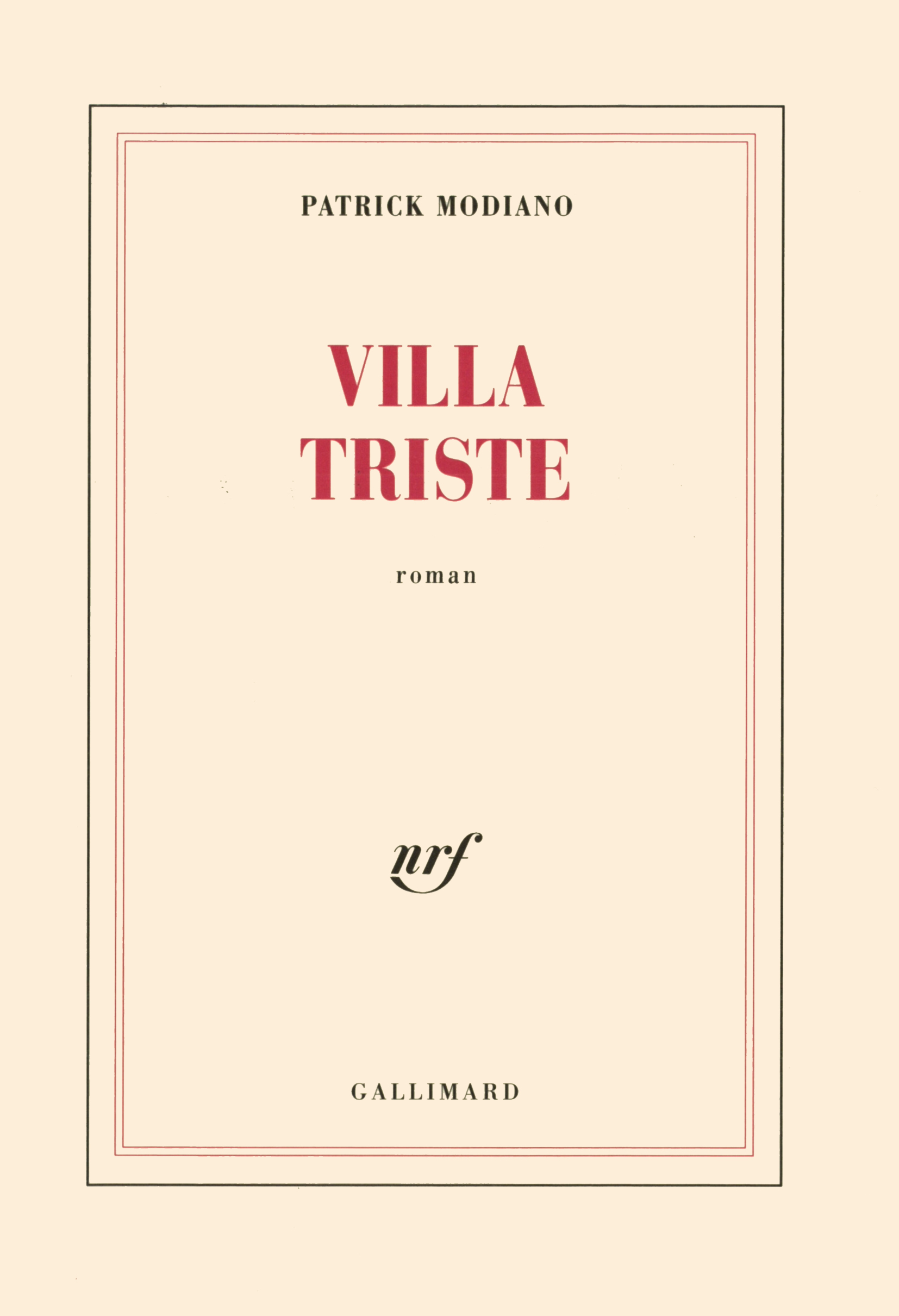

Villa Triste est un roman de Patrick Modiano publié le 4 septembre 1975 aux éditions Gallimard et ayant reçu le prix des Libraires l'année suivante. Ce roman a été adapté au cinéma en 1994 par Patrice Leconte dans son film Le Parfum d'Yvonne.

## Historique
Le roman est en lice pour le prix Goncourt 1975, décerné à La Vie devant soi d'Émile Ajar (pseudonyme littéraire mystificateur de Romain Gary) au huitième tour de scrutin lors duquel il ne recueille qu'une seule voix, contre trois à Un policeman de Didier Decoin et six à La Vie devant soi de Gary.

## Résumé
Se remémorant les évènements survenus douze ans auparavant, un jeune homme de dix-huit ans fuyant manifestement la conscription et se présentant sous le nom d'emprunt russe de « comte Victor Chmara », évoque sa rencontre en 1962-1963 dans une ville de province près de la frontière franco-suisse avec Yvonne Jacquet. Cette belle jeune femme, à peine plus âgée que Victor, est originaire de la région et vient de tourner un film de seconde zone, Liebesbriefe aus dem Berg, avec un improbable réalisateur allemand répondant au nom de Rolf Madeja. Victor et Yvonne, qui déambule avec son élégant dogue allemand Oswald, deviennent amants et grâce à l'entremise de l'ami de cette dernière, le « docteur » René Meinthe, fréquentent la bourgeoise société estivale et balnéaire des bords du lac. Yvonne participe et remporte, avec l'aide de Meinthe, un concours local d'élégance et se laisse aller à la puissance de ses charmes sur les hommes, sans y attacher tant d'importance. Malgré tout avec Victor, Yvonne n'hésite pas à le présenter à son oncle, seul membre de sa famille. Victor, réellement amoureux et étouffant dans sa vie et dans cette petite ville de province, veut croire aux chances d'actrice d'Yvonne ; il lui propose de partir aux États-Unis pour faire carrière.
René Meinthe quant à lui est attiré par les jeunes hommes et revendique ouvertement ses penchants, n'hésitant pas à provoquer publiquement son entourage en se présentant comme la « reine des Belges » lorsqu'une homophobie primaire point, c'est-à-dire souvent en ce début des années 1960. Personnage trouble qui forme un couple étrange avec Yvonne, et à peine plus âgé qu'elle, il semble impliqué dans les évènements de son époque servant d'intermédiaire ou de facilitateur avec le FLN algérien au moment de accords d'Évian par l'intermédiaire d'un dénommé Henri Kustiker. Malgré l'harmonie physique entre Yvonne et Victor, la jeune femme, légère et ancrée dans sa petite vie de province, ne franchit pas le pas de suivre le jeune homme pourtant lui aussi mystérieux.

## Personnages principaux
- Le comte Victor Chmara : écrivain de dix-huit ans, il semble se cacher, on ignore sa véritable identité.
- Yvonne Jacquet : starlette au passé trouble, voudrait devenir actrice.
- Le docteur René Meinthe, ou « Astrid la Reine des Belges »: élégant homosexuel, ami d'Yvonne, il se livre à des activités obscures.
- Oswald : dogue allemand d'Yvonne.
- Daniel Hendrickx : ancien champion de ski, il courtise Yvonne.
- Roland Jacquet : oncle d'Yvonne, mécano.
- Henri Kustiker : voix au téléphone.
- Pulli : gérant du Sainte-Rose, un Égyptien expatrié et nostalgique.

## Éditions et traductions
- Éditions Gallimard, coll. « Blanche », 1975  (ISBN 2070292045).
- Éditions Gallimard, coll. « Quarto », 2013  (ISBN 9782070139569).
- (de) Villa Triste, Ullstein Verlag, 1980,  (ISBN 9783550062704).
- (es) Villa Triste, éd. Anagrama, 2009,  (ISBN 9788433975157).